# Amadou Cissé (politico)
Amadou Cissé (Niamey, 29 giugno 1948) è un politico nigerino.
Ha ricoperto la carica di Primo ministro del Niger in due occasioni: dall'8 al 21 febbraio 1995 e dal 21 dicembre 1996 al 27 novembre 1997.